# Insineratehymn
Insineratehymn je peti studijski album američkog death metal-sastava Deicide. Album je 27. lipnja 2000. godine objavila diskografska kuća Roadrunner Records.

## Popis pjesama
1. „Bible Basher” – 2:23
2. „Forever Hate You” – 3:08
3. „Standing in the Flames” – 3:33
4. „Remnant of a Hopeless Path” – 2:59
5. „The Gift That Keeps On Giving” – 3:02
6. „Halls of Warship” – 3:03
7. „Suffer Again” – 2:19
8. „Worst Enemy” – 2:48
9. „Apocalyptic Fear” – 3:21
10. „Refusal of Penance” – 4:34

## Zasluge
- Glen Benton – vokali, bas-gitara
- Eric Hoffman – gitara
- Brian Hoffman – gitara
- Steve Asheim – bubnjevi